# Васильев, Иван Иванович (инженер)
Иван Иванович Васильев (1884—1949) — русский советский инженер-железнодорожник; один из создателей теории организации движения и эксплуатации железных дорог, доктор технических наук, профессор Московского и Ленинградского институтов железнодорожного транспорта.

## Биография
Родился 13 (25) мая 1884 года в Санкт-Петербурге.
После окончания реального училища, поступил в Институт инженеров путей сообщения, из которого был выпущен в 1907 году. В течение года отбывал воинскую повинность. Затем служил ревизором на Северной железной дороге; с 1912 года — на Сибирской железной дороге: с 1914 года был первым помощником начальника службы движения Сибирской дороги. В 1917 году состоял инженером-инструктором НКПС по
наблюдению за правильностью эксплуатации железных дорог. В 1918 году был назначен заведующим частью пассажирского движения Северо-Западного округа путей сообщения.
В 1915 году появилась его первая публикация по теории организации движения и эксплуатации железных дорог «Оборот вагона». В непростое время революционной смуты в 1918 году в Петрограде была напечатана его следующая работа: «Зависимость коммерческой скорости движения поездов от технических элементов и работы железнодорожных участков».
С 1927 года стал преподавать в МИИТе. В 1934 году вернулся в Ленинград, где преподавал в ЛИИЖТ — профессор, заведующий кафедрой «Эксплуатация железных дорог». Также, с 1934 года состоял экспертом Научно-технического совета НКПС и, одновременно, с 1936 по 1941 год — консультантом ВНИИЖТ.
В 1941 году написал учебное пособие «Графики и расчеты по организации железнодорожных перевозок», которое впоследствии было признано диссертацией для получения степени доктора технических наук.
В 1942—1944 годах в филиале ЛИИЖТа в Москве возглавлял кафедру «Организация движения и грузовой работы», затем вернулся в Ленинград, где возобновились занятия в институте.
Васильевым было сформулировано необходимое условие для выделения струи вагонопотока в самостоятельное назначение (достаточное условие сформулировал П. Я. Гордеенко).
И. И. Васильева руководил занятиями многих аспиратов, в числе которых были: В. В. Гранквист, В. А. Покавкин, К. А. Бернгард.
Умер в 1949 году. Похоронен на Волковском кладбище.